# Metlica (botanika)
U botanici, metlica je vrlo razgranata cvatnja. Neki autori je razlikuju od složenog klasastog cvata, zahtijevajući da cvjetovi (i plod) budu pedicelarni (s jednom stabljikom po cvijetu). Grane metlice često su grozdovi. Metlica može imati ograničen ili neograničen rast.
Ova vrsta cvatova uglavnom je karakteristična za trave, poput zobi i rosičice, kao i za druge biljke poput pistacija i Melicoccus bijugatus. Botaničari koriste izraz metlica na dva načina: "s pravim metlastim cvatom" kao i "s cvatom oblika, ali ne nužno i strukture metlice".

## Gronja
Gronja može imati metlastu strukturu grananja, pri čemu donji cvjetovi imaju duže pedicele od gornjih, što daje plosnati vrh koji površinski nalikuje na štitasti cvat. Mnoge vrste u potporodici Amygdaloideae, poput gloga, cvjetaju u ljuskama.